# Давыдова, Анастасия Александровна
Анастасия Александровна Давыдова (7 марта 1927, Абаза — 12 апреля 2023) — заслуженный работник культуры Тувинской АССР (1972), заслуженный работник культуры РСФСР (1982).

## Биография
Родилась 7 марта 1927 года в Абазе Таштыпского района Красноярского края в семье рабочего. Отец трудился на Абазинском литейном заводе машинистом, мать — домохозяйка. Рано лишившись родителей, она воспитывалась в детском доме Красноярского края. Там пристрастилась к чтению. После восьмилетней школы, в 1945 году со старшей сестрой приехала в Туву, где была принята на работу в областную библиотеку им. А. С. Пушкина (ныне Национальная библиотека им. А. С. Пушкина) библиотекарем читального зала. Не имея специальной подготовки, занималась самообразованием, училась у коллег по работе. В 1950 году окончила курсы ученичества при областной библиотеке, затем заочно — Кызылское педагогическое училище (1953), факультет русского языка и литературы Кызылского пединститута (1963). Приглашалась работать в библиотеку горкома КПСС. В феврале 1959 года вернулась в областную библиотеку на должность старшего библиотекаря читального зала, с марта 1961 — заведующей отделом обслуживания, в 1970 году была назначена директором Республиканской библиотеки им. А. С. Пушкина, проработала до 1983 года.
Умерла 12 апреля 2023 года.

## Деятельность
Была членом комиссии по отбору абитуриентов и председателем государственной комиссии библиотечного отделения в Кызылском училище искусств. В 1970-е годы под руководством Давыдовой была проведена централизация массовых библиотек, по итогам которой прошла научно-практическая конференция, было создано несколько школ передового опыта (ШПО) по различным направлениям библиотечной работы, внедрена работа по переводу на библиотечно-библиографическую классификацию (ББК) фондов и каталогов в библиотеках республики. Налажена координация работы с библиотеками Сибири и Дальнего Востока. В 1983 году, выйдя на пенсию, Давыдова стала работать библиотекарем в Тувинском отделении Всероссийского театрального общества (ВТО, ныне Союз театральных деятелей или СТО), где проработала 22 года. Принимала участие в зональных научно-практических, всероссийских, всесоюзных конференциях, совещаниях, семинарах, проходила обучение во Всесоюзном институте повышения квалификации работников культуры в группе директоров республиканских, краевых и областных библиотек.

## Награды и звания
- Почётная грамота Президиума Верховного Совета Тувинской АССР (1967)
- Почётная грамота Президиума профсоюза госучреждения республики (1983)
- Медаль «Ветеран труда»(1983)
- Юбилейный медаль «За доблестный труд. В ознаменование 100-летия со дня рождения В. И. Ленина» (1970)
- «50 лет победы в Великой Отечественной войне 1941—1945 гг» (1995)
- Знак «Победитель социалистического соревнования 1973 года» (1974)
- Заслуженный работник культуры Тувинской АССР (1972)
- Заслуженный работник культуры РСФСР (1982)
- Юбилейная медаль в честь 100-летия образования Тувинской Народной Республики (2021)[6]